# Виридиана
«Виридиа́на» (исп. Viridiana) — кинодрама Луиса Бунюэля (1961) по роману Бенито Переса Гальдоса «Альма». Первый полнометражный сюжетный фильм Бунюэля, снятый в родной Испании. На фестивале в Каннах премьера фильма, в котором режиссёр поднимает запретные для франкистской Испании темы инцеста, суицида, насилия над женщиной, святотатства и шведской семьи, обернулась грандиозным скандалом, разъярила Ватикан и привела к запрету фильма в Испании на 16 лет (до самого падения франкистского режима).

## Сюжет
Виридиана (Сильвия Пиналь) — молодая послушница, мечтающая лишь о служении Богу. Перед тем как принять постриг, она соглашается на предложение дяди (мужа её покойной тёти), дона Хайме (Фернандо Рей), который содержал её многие годы, и приезжает погостить к нему в дом. Дядя поражается её сходству с покойной женой, которая умерла в свадебном платье в брачную ночь, и просит Виридиану сделать ему одолжение и надеть вечером это платье. Он подсыпает ей в бокал снотворное, кладёт бесчувственную Виридиану в постель и начинает раздевать и целовать, однако, опомнившись, покидает её комнату.
Поутру дон Хайме заявляет Виридиане, что во время её беспамятства сблизился с ней, что, по-видимому, не соответствует действительности, но должно убедить её остаться. Возмущённая девушка, напротив, немедленно покидает его дом с намерением вернуться в монастырь, однако, на вокзале ей сообщают, что дядя повесился. Виридиана возвращается в усадьбу и принимает решение «самостоятельно» (то есть без помощи монахинь) творить добро, открыв при доме дона Хайме богадельню для немощных и нищих. Она не видит, что облагодетельствованные ею люмпены, лицемерно называющие её Святой, в её отсутствие ведут себя распущенно и нетерпимо.
Между тем в дом прибывает красивый, энергичный и прагматичный сын дона Хайме — Хорхе (Франсиско Рабаль) — с сожительницей. Он мечтает провести в дом электричество и наладить в имении сельскохозяйственное производство. Самоотверженная забота Виридианы о нищих вызывает у него насмешку. Подруга ревнует его к Виридиане и порывает с Хорхе, который тайно сходится с Рамоной — верной служанкой дона Хайме. Однажды вечером, когда обитатели дома отправляются в селение лечить зубы дочери Рамоны, нищие заполоняют комнаты господ и под грохотание генделева хора «Аллилуйя» устраивают там пир, закончившийся дракой и оргией. В ключевой сцене фильма безобразные, уродливые фигуры участников попойки застывают за столом в позах апостолов из «Тайной вечери» Леонардо да Винчи для того, чтобы быть запечатлёнными на фото, «снятом» из-под подола нищей.
Хорхе, нотариус, Рамона с дочерью и Виридиана неожиданно для них возвращаются домой раньше. Хорхе разгоняет незваных гостей. Двое нищих, которым благоволила Виридиана, нападают на Хорхе с ножом и связывают его, после чего их застаёт Виридиана, которую они пытаются изнасиловать. Хорхе просит одного из нищих убить второго, тем временем насилующего Виридиану, что тот и выполняет совком для золы в обмен на спрятанные в бельевом шкафу банкноты. Их спасает только своевременное прибытие полиции, за которой бдительная Рамона тем временем съездила в селение вместе с нотариусом.
Позже, оправившись от потрясения, Виридиана, очевидно, распускает приют и как-то вечером, бросив терновый венец в костёр, направляется в комнату Хорхе с определённым намерением, но Хорхе уже обнимается с Рамоной. Он оправдывается, что они с Рамоной играли в карты, и приглашает Виридиану присоединиться к ним в своеобразном ménage à trois. Итог фильма: «Её стремление к идеалу, самоотверженная доброта и попытки своеобразного „хождения в народ“ терпят крах, уничтожая как личность её самое и сводя в могилу несчастного дядюшку» (Андрей Плахов).

## В ролях
| Актёр            | Роль      |
| ---------------- | --------- |
| Сильвия Пиналь   | Виридиана |
| Франсиско Рабаль | Хорхе     |
| Фернандо Рей     | дон Хайме |
| Маргарита Лосано | Рамона    |
| Виктория Синни   | Люсия     |
| Тереса Рабаль    | Рита      |

## Анализ
Сюжетная канва фильма вольно следует одному из романов Бенито Переса Гальдоса. Многочисленны сюжетные и тематические переклички с кинокартинами «Назарин» и «Тристана». Как и в названных фильмах, Бунюэль возвращается к своей излюбленной мысли: «святая жизнь», проповедуемая католической церковью, основана на вытеснении естественных человеческих потребностей, которые возвращаются в утрированной, искажённой форме, приводя к катастрофическим последствиям как для самого «святого», так и для окружающих.

Вечный мизантроп и антиклерикал Бунюэль здесь максимально жестоко, при минимуме выразительных средств, в строгой, гораздо более классицистичной, чем в его последующих французских работах, манере ставит этому миру двойку. Оплеухой наотмашь он отвечает ещё не избытому в те годы итальянскому неореализму с его культом честных бедняков и святых маленьких людей, святость представив как экзальтированную наивность, а бедность — как разлагающий порок.— afisha.ru
После выхода фильма критик крупного американского издания «Филмз ин ревью» (англ. Films In Review) писал:

Бунюэль теряет ощущение реальности и всё больше соскальзывает в тёмные глубины психопатологии и зла. Они разрушают его талант и вместе с тем являются для него новым питательным источником… Бунюэль создал в «Виридиане» россыпи анормального, и за это разные психопаты превозносят фильм до небес.

## Признание
Премьера «Виридианы» состоялась 17 мая 1961 года на Каннском фестивале. Несмотря на отторжение консерваторов, «Виридиана» разделила «Золотую пальмовую ветвь» фестиваля с французским фильмом «Столь долгое отсутствие». Премьера картины в Испании состоялась лишь в 1976 году, после падения режима Франко.
Во многих киноведческих работах «Виридиана» рассматривается как magnum opus Бунюэля и центральное произведение испанского кинематографа в целом.